# Peter Cellier

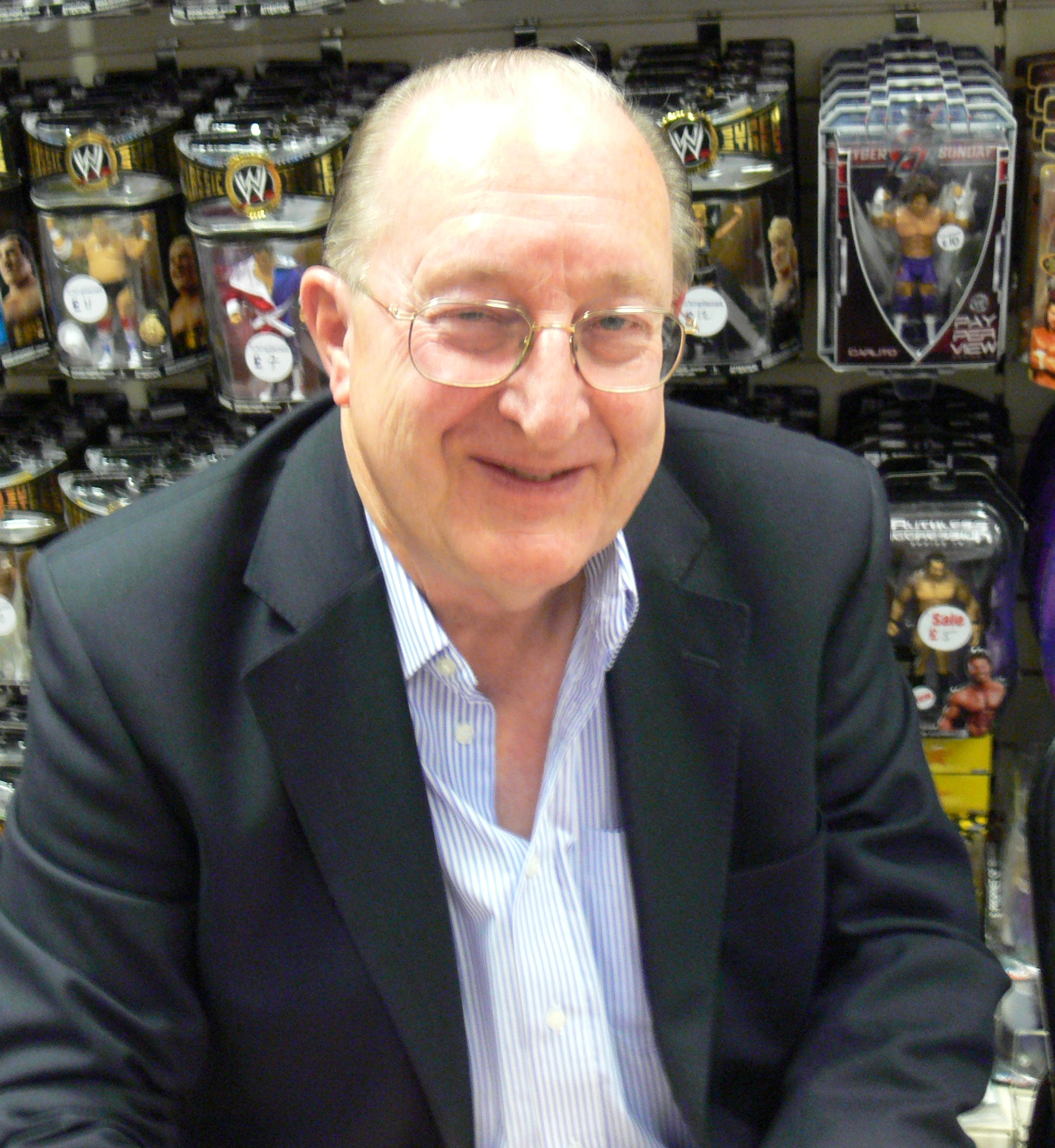
Peter Cellier

Peter Cellier (Hendon, 12 juli 1928) is een Engels acteur die in 1955 debuteerde in een aflevering van de misdaadserie Fabian of the Yard.

## Carrière
Sindsdien speelde Cellier in vele televisieseries, zoals Softly Softly, Warship, Tales of the Unexpected en It Ain't Half Hot Mum. Ook speelde hij sinds 1957 in vele films en theaterstukken. Ook speelde hij de Major in drie afleveringen van Keeping Up Appearances (Schone Schijn).

## Filmografie
- Casualty televisieserie - Roy Difford (Afl., The Silence of Friends, 2007)
- The Thieving Headmistress televisiefilm (2006) - Father O'Malley
- Doctors televisieserie - Stanley Hill (Afl., Tough Love, 2005)
- The Final Quest televisiefilm (2004) - Hawkins
- Ladies in Lavender (2004) - BBC Aankondiger
- Midsomer Murders televisieserie - Peregrine Slade (Afl., A Talent for Life, 2003)
- Princess of Thieves televisiefilm (2001) - Aartsbisschop
- Dirty Tricks televisiefilm (2000) - Rechter
- Mrs. Dalloway (1997) - Lord Lezham
- The Willows in Winter televisiefilm (1996) - Prendergast (Voice-over)
- Our Friends in the North mini-serie (1996) - Rechter
- Alas Smith & Jones televisieserie - Rol onbekend (Episode 8.4, 1995)
- Stanley's Dragon (1994) - Mr. Johnson
- Goodnight Sweetheart televisieserie - The Spiv (Afl., Is Your Journey Really Necessary?, 1993)
- The Remains of the Day (1993) - Sir Leonard Bax
- Bhaji on the Beach televisiefilm (1993) - Ambrose Waddington
- Fergie & Andrew: Behind the Palace Doors televisiefilm (1992) - Richard Eddington
- Howards End (1992) - Kolonel Fussell
- One Against the Wind televisiefilm (1991) - Court General
- Keeping Up Appearances televisieserie - De majoor (3 afl., 1990-1991)
- Never the Twain televisieserie - Mr. Watkins (Afl., Two Fools and Their Money, 1991)
- For the Greater Good televisiefilm (1991) - Clive Hough MP
- Bergerac televisieserie - Perkins (Afl., The Assassin, 1991)
- She-Wolf of London televisieserie - Mason (Afl., What's Got Into Them?, 1991)
- The Black Candle televisiefilm (1991) - Defence Counsel
- Chancer televisieserie - Poyser (Afl., Weapons from the Wall, 1990)
- Shoot to Kill televisiefilm (1990) - MI5 Officer
- KYtv televisieserie - rol onbekend (Afl., Pilot, 1989)
- Personal Services (1987) - Mr. Marples
- Rumpole of the Bailey televisieserie - Sir Frank Fawcett (Afl., Rumpole and the Official Secret, 1987)
- Out of Order (1987) - Home Secretary
- Brush Strokes televisieserie - Charles Crane (Episode 1.7 en 1.11, 1986)
- King & Castle televisieserie - Herbert Parish (Afl., Rivals, 1986)
- Paradise Postponed (Mini-serie, (1986) - Mr. Rattling
- Clockwise (1986) - Schoolhoofd
- Sorry! televisieserie - Mr. Endicott (Afl., Natural Wastage, 1986)
- Yes, Prime Minister televisieserie - Sir Frank Gordon, Permanent Secretary of the Treasury (3 afl., 1986)
- A Room with a View (1985) - Sir Harry Otway, een huurbaas
- Oscar televisieserie - Beerbohm Tree (3 afl., 1985)
- The Last Days of Pompeii mini-serie (1984) - Calenus
- And the Ship Sails On televisieserie - Sir Reginald J. Dongby
- The Best of Gilbert and Sullivan (Video, (1983) - William Schwenk Gilbert
- The Gentle Touch televisieserie - Lucius (Afl., Auctions, 1982)
- Q.E.D. televisieserie - rol onbekend (Afl., The Limehouse Connection, 1982)
- Doctor Who televisieserie - Andrews (Afl., Time-Flight: Part 1, 1982)
- Codename: Icarus televisiefilm 1981) - Sir Hugh Francis
- Chariots of Fire (1981) - Hoofdober - Savoy
- Yes, Minister televisieserie - Sir Frank Gordon (Afl., The Quality of Life, 1981)
- Shelley televisieserie - Parsons (Afl., Signing On, 1981)
- Drake's Venture televisiefilm (1980) - Sir Christopher Hatton
- It Ain't Half Hot Mum televisieserie - Major Grant Hopkirk (Afl., That's Entertainment?, 1980)
- Breaking Glass (1980) - Klant in garage
- Tales of the Unexpected televisieserie - Wilkins (Afl., Depart in Peace, 1980)
- Fear of God televisiefilm (1980) - Maitland
- The Pumaman (1980) - Martin
- Suez 1956 televisiefilm (1979) - Selwyn Lloyd
- Rumpole and the Bailey televisieserie - Mr. Grayson (Afl., Rumpole and the Course of True Love, 1979)
- Danger UXB televisieserie - Flt Lt. Fenwick (Afl., Seventeen Seconds to Glory, 1979)
- The Professionals televisieserie - Walton (Afl., Long Shot, 1978)
- Pennies from Heaven mini-serie (1978) - Bankmanager
- Holocaust 2000 (1977) - Sheckley
- Crossed Swords (1977) - Gemene man
- Jabberwocky (1977) - First merchant
- Warship televisieserie - Capt. Calder (Afl., Fall from Grace, 1977)
- Sister Dora (1977) - rol onbekend
- The Rocking Horse Winner televisiefilm (1977) - rol onbekend
- The New Avengers televisieserie - Carter (Afl., Gnaws, 1977)
- The Duchess of Duke Street televisieserie - Mr. Mather (Afl., The Bargain, 1976)
- Barry Lyndon (1975) - Sir Richard
- Man Friday (1975) - Carey
- Play for Today televisieserie - Powsey (Afl., Goodbye, 1975)
- Man About the House (1974) - Morris Pluthero
- Warship televisieserie - Captain (F) Afl., One of Those Days, 1974
- Play for Today televisieserie - Philip Stringer (Afl., Leeds United, 1974)
- Upstairs, Downstairs televisieserie - Henry Pritchett (Afl., Word of Honour, 1973)
- The Protectors televisieserie - Jones (Afl., The Last Frontier, 1973)
- Thriller televisieserie - Kolonel Wright (Afl., Someone at the Top of the Stairs, 1973)
- Luther (1973) - Prior
- Don't Just Lie There, Say Something (1973) - Attorney General
- The Watercress Girl televisiefilm 1972) - Archibold
- Play for Today televisieserie - James (Afl., The Bankrupt, 1972)
- The Protectors televisieserie - Veilingmeester (Afl., King Con, 1972)
- Country Matters televisieserie - Archibold (Afl., The Watercress Girl, 1972)
- Young Winston (1972) - Captain 35th Sikhs
- The Regiment televisieserie - rol onbekend (Afl., The Recruit, 1972)
- The Rivals of Sherlock Holmes televisieserie - Duke of Wiltshire (Afl., The Duchess of Wiltshire's Diamonds, 1971)
- Shadows of Fear televisieserie - Peter (Afl., Repent at Leisure, 1971)
- Lay Down Your Arms televisiefilm (1970) - Maj. Gerald Hisscock
- Randall and Hopkirk (Deceased) televisieserie - Long (Afl., The Ghost Talks, 1970)
- Strange Report televisieserie - Inspector Collins (Afl., Heart: No Choice for the Donor, 1970)
- The Six Wives of Henry VIII mini-serie (1970) - Sir Christopher Hales
- Thirty-Minute Theatre televisieserie - rol onbekend (Afl., A Formula for Treason, 1969)
- Public Eye televisieserie - Enright (2 afl., 1969)
- The Mind of Mr. J.G. Reeder televisieserie - Bertie Staffen (Afl., The Troupe, 1969)
- Callan televisieserie - Captain Jenkins (Afl., Heir Apparent, 1969)
- Softly Softly televisieserie - Stanley Mellish (Afl., A Quantity of Gelignite, 1969)
- A Flea in Her Hair televisiefilm (1967) - Rol onbekend
- Morgan: A Suitable Case for Treatment (1966) - Second Counsel
- The Assasin televisiefilm (1957) - Dr. Peter Wingrove
- Fabian of the Yard televisieserie - Scotland Yard Map-Room Officer (Afl., The Executioner, 1955)